# Wyspa Świętej Heleny
Wyspa Świętej Heleny (ang. Saint Helena, wymowa w IPA: ˌsɛnt (h)ɪˈliːnə) – wyspa wulkaniczna, położona na Oceanie Atlantyckim, około 1900 km na zachód od południowo-zachodniego wybrzeża Afryki. Stanowi najbardziej ludną część brytyjskiego terytorium zamorskiego o nazwie Wyspa Świętej Heleny, Wyspa Wniebowstąpienia i Tristan da Cunha. Są oni potomkami Europejczyków, Azjatów i Afrykanów. Powierzchnia wyspy wynosi 122 km², ma ona ok. 17 km długości i ok. 10 kilometrów szerokości. Połączenie z wyspą zapewniają statki i samoloty kursujące do RPA i Wielkiej Brytanii. Telewizję, przekazywaną przez satelitę, można tu oglądać od połowy lat 90. XX wieku.

## Demografia
Według spisu powszechnego z 2008 roku zamieszkiwało tu 4255 osób, z tego co szósty w głównym mieście i porcie Jamestown. Według spisu powszechnego z 2016 roku zamieszkiwało tu 4534 osób, zaś według spisu z 2021 roku zamieszkiwało tu 4439 osób – oznaczało to tendencję spadkową. Przyrost naturalny był ujemny, wyniósł -32.

### Religia
Struktura religijna w 2016 roku według CIA The World Factbook:
- protestanci – 75,9%:
  - anglikanie – 68,9%,
  - baptyści – 2,1%,
  - adwentyści dnia siódmego – 1,8%,
  - Armia Zbawienia – 1,7%,
- brak religii – 6,1%,
- świadkowie Jehowy – 4,1%,
- katolicy – 1,2%,
- inne religie – 2,5% (w tym bahaiści),
- brak odpowiedzi i nieokreśleni – 10,2%.

## Gospodarka
W 2021 roku średni przychód mieszkańca wynosił 8,690 tys. funtów. Inflacja w drugim kwartale 2021 roku wynosiła 0,7%, zaś w trzecim kwartale 2021 roku wynosiła 1,7%. PKB Wyspy Świętej Heleny w 2018/2019 roku wyniosło 40,4 miliona funtów, zaś w 2019/2020 roku wyniosło 39 milionów funtów. 

## Historia
Wyspa została odkryta 21 maja 1502 przez portugalskiego żeglarza João da Nova. Nazwał ją imieniem św. Heleny, matki Konstantyna Wielkiego, której święto wypadało tego dnia. 
Do 1673 prawie połowę mieszkańców stanowili importowani niewolnicy, ale między 1826 a 1836 wszyscy oni zostali uwolnieni. Wyspa była w okresie od 18 października 1815 do 5 maja 1821 miejscem zesłania, a w końcu i śmierci cesarza Napoleona Bonapartego. W połowie XIX wieku, zajęta i zasiedlona przez Kompanię Wschodnioindyjską, wyspa stała się brytyjską kolonią. W 1981 brytyjska ustawa o obywatelstwie przeklasyfikowała Świętą Helenę na brytyjskie terytoria zamorskie, wskutek czego jej mieszkańcy utracili prawo do pobytu w Wielkiej Brytanii.